# Saltos ornamentais no Campeonato Mundial de Esportes Aquáticos de 2013 - Trampolim 3 m individual feminino

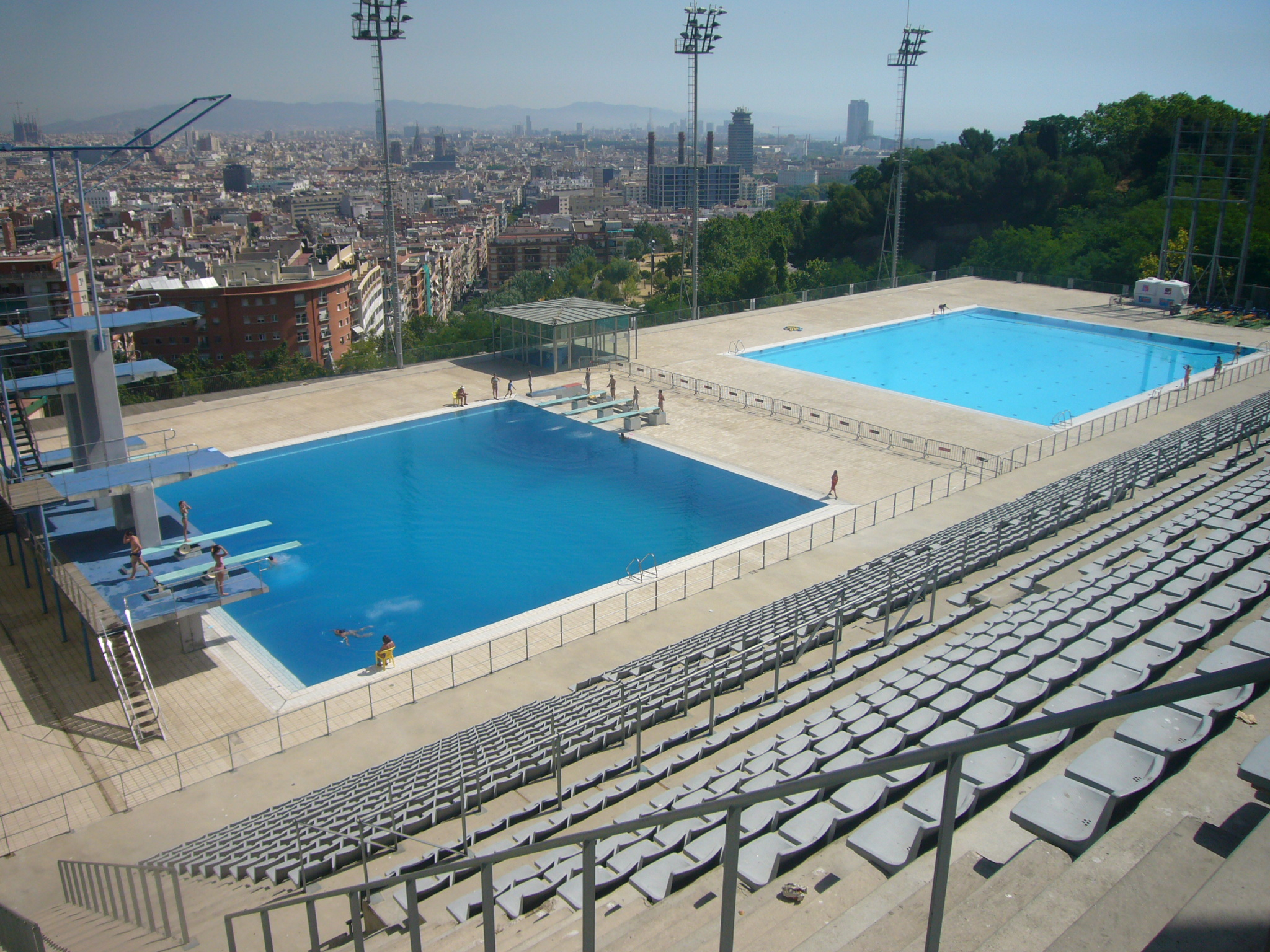
A prova de trampolim 3 m individual feminino dos saltos ornamentais no Campeonato Mundial de Esportes Aquáticos de 2013

A prova de trampolim 3 m individual feminino dos saltos ornamentais no Campeonato Mundial de Esportes Aquáticos de 2013 foi realizada entre os dias 26 de julho e 27 de julho na Piscina Municipal de Montjuïc em Barcelona. 

## Calendário
| Fase       | Data        |
| ---------- | ----------- |
| Preliminar | 26 de julho |
| Semifinal  | 26 de julho |
| Final      | 27 de julho |

## Medalhistas
| Ouro        | Prata          | Bronze            |
| He Zi (CHN) | Wang Han (CHN) | Pamela Ware (CAN) |

## Resultados
Esses foram os resultados da competição.
| Pos.              | Saltadora                 | Nacionalidade  | Preliminar | Preliminar | Semifinal | Semifinal | Final  | Final |
| Pos.              | Saltadora                 | Nacionalidade  | Pontos     | Pos.       | Pontos    | Pos       | Pontos | Pos   |
| ----------------- | ------------------------- | -------------- | ---------- | ---------- | --------- | --------- | ------ | ----- |
| Medalha de ouro   | He Zi                     | China          | 341.50     | 1          | 370.00    | 1         | 383.40 | 1     |
| Medalha de prata  | Wang Han                  | China          | 321.00     | 2          | 362.40    | 2         | 356.25 | 2     |
| Medalha de bronze | Pamela Ware               | Canadá         | 294.30     | 9          | 311.45    | 6         | 350.25 | 3     |
| 4                 | Tania Cagnotto            | Itália         | 312.60     | 3          | 325.80    | 5         | 345.45 | 4     |
| 5                 | Jennifer Abel             | Canadá         | 286.60     | 11         | 344.10    | 3         | 339.75 | 5     |
| 6                 | Maria Marconi             | Itália         | 308.05     | 5          | 301.75    | 10        | 334.05 | 6     |
| 7                 | Hannah Starling           | Reino Unido    | 310.90     | 4          | 297.35    | 12        | 326.20 | 7     |
| 8                 | Laura Sánchez             | México         | 280.10     | 14         | 310.95    | 8         | 323.05 | 8     |
| 9                 | Anabelle Smith            | Austrália      | 306.75     | 6          | 311.20    | 7         | 320.25 | 9     |
| 10                | Paola Espinosa            | México         | 281.20     | 12         | 334.50    | 4         | 305.70 | 10    |
| 11                | Maren Taylor              | Estados Unidos | 273.30     | 15         | 307.90    | 9         | 304.60 | 11    |
| 12                | Hanna Pysmenska           | Ucrânia        | 300.90     | 7          | 300.00    | 11        | 256.20 | 12    |
| 13                | Tina Punzel               | Alemanha       | 271.55     | 16         | 290.75    | 13        | 31     | 13    |
| 14                | Sayaka Shibusawa          | Japão          | 262.80     | 18         | 284.25    | 14        | 30     | 14    |
| 15                | Jaele Patrick             | Austrália      | 291.60     | 10         | 276.50    | 15        | 29     | 15    |
| 16                | Olena Fedorova            | Ucrânia        | 281.10     | 13         | 277.30    | 16        | 28     | 16    |
| 17                | Ng Yan Yee                | Malásia        | 262.95     | 17         | 275.50    | 17        | 27     | 17    |
| 18                | Alicia Blagg              | Reino Unido    | 297.75     | 8          | 253.80    | 18        | 26     | 18    |
| 19                | Inge Jansen               | Países Baixos  | 261.70     | 19         | 25        | 19        | 25     | 19    |
| 20                | Cheong Jun Hoong          | Malásia        | 259.30     | 20         | 24        | 20        | 24     | 20    |
| 21                | Uschi Freitag             | Países Baixos  | 258.25     | 21         | 23        | 21        | 23     | 21    |
| 22                | Deidre Freeman            | Estados Unidos | 256.80     | 22         | 22        | 22        | 22     | 22    |
| 23                | Luisa Jiménez             | Porto Rico     | 237.40     | 23         | 21        | 23        | 21     | 23    |
| 24                | Diana Pineda              | Colômbia       | 236.10     | 24         | 20        | 24        | 20     | 24    |
| 25                | Nicole Gillis             | África do Sul  | 235.80     | 25         | 19        | 25        | 19     | 25    |
| 26                | Huang En-tien             | Taipé Chinesa  | 229.20     | 26         | 18        | 26        | 18     | 26    |
| 27                | Maria Polyakova           | Rússia         | 229.05     | 27         | 17        | 27        | 17     | 27    |
| 28                | Johanna Johansson         | Suécia         | 226.05     | 28         | 16        | 28        | 16     | 28    |
| 29                | Kim Su-Ji                 | Coreia do Sul  | 223.20     | 29         | 15        | 29        | 15     | 29    |
| 30                | Tiia Kivela               | Finlândia      | 220.15     | 30         | 14        | 30        | 14     | 30    |
| 31                | Daniella Nero             | Suécia         | 217.80     | 31         | 13        | 31        | 13     | 31    |
| 32                | Julia Vincent             | África do Sul  | 215.75     | 32         | 12        | 32        | 12     | 32    |
| 33                | Carolina Murillo          | Colômbia       | 213.40     | 33         | 11        | 33        | 11     | 33    |
| 34                | Diana Chaplieva           | Rússia         | 208.50     | 34         | 10        | 34        | 10     | 34    |
| 35                | Cho Eun-Bi                | Coreia do Sul  | 205.45     | 35         | 9         | 35        | 9      | 35    |
| 36                | Sophie Somloi             | Áustria        | 200.30     | 36         | 8         | 36        | 8      | 36    |
| 37                | Flóra Gondos              | Hungria        | 200.20     | 37         | 7         | 37        | 7      | 37    |
| 38                | Lei Sio I                 | Macau          | 195.90     | 38         | 6         | 38        | 6      | 38    |
| 39                | Jenifer Benítez           | Espanha        | 192.70     | 39         | 5         | 39        | 5      | 39    |
| 40                | Leung Sze Man             | Hong Kong      | 186.45     | 40         | 4         | 40        | 4      | 40    |
| 41                | Rocío Velásquez           | Espanha        | 177.30     | 41         | 3         | 41        | 3      | 41    |
| 42                | Danay Brizuela            | Cuba           | 168.50     | 42         | 2         | 42        | 2      | 42    |
| 43                | Sari Ambarwati Suprihatin | Indonésia      | 153.15     | 43         | 1         | 43        | 1      | 43    |